# Manuel Veiga López
Manuel Veiga López (Alba de Tormes, Salamanca, 1936 – Càceres, 29 de desembre de 2010) fou un professor universitari i polític espanyol.

## Trajectòria
Va aconseguir la càtedra de Dret Romà en la Universitat d'Extremadura. El 1977 s'afilià al PSOE. El 1983 fou nomenat Conseller de Presidència i Administració Territorial de la Junta de Extremadura el 1983 i poc després fou nomenat President de la Diputació de Càceres (1983-1995). Entre 1997 i 2003 fou President de l'Assemblea d'Extremadura.